# Keir Gilchrist
Keir David Peters Gilchrist (Londres, 28 de setembro de 1992) é um ator britânico, mais conhecido por interpretar Sam Gardner na série de televisão Atypical.

## Biografia e Carreira
Gilchrist nasceu em Londres, na Inglaterra, onde passou seus primeiros anos de vida. Tem como avô materno o banqueiro, economista, e político, Douglas Peters, e como tio o economista David Wilfrid Peters. Gilchrist e sua família se mudaram para Boston, Massachusetts durante sua infância, e depois, para Nova York, antes de finalmente se estabelecerem em Toronto, Ontário, no Canadá.
Gilchrist descobriu sua paixão por atuar bem cedo, e seu professor de teatro o persuadiu a se tornar um ator profissional. Ele frequentou o Teatro Infantil da sua cidade quando começou a se apaixonar por teatro. Gilchrist co-estrelou a série United States of Tara, com o personagem Marshall Gregson, na Showtime, e desempenhou também o papel principal no filme de drama, It's Kind of a Funny Story.
Em 2017, interpretou Sam Gardner na série Atypical, disponibilizada no serviço de streaming Netflix. Em 2023, interpretou o papel do pastor Ron Adams, em Amor & Morte, minissérie estadunidense da HBO Max.

## Filmografia
- The Education of Fredrick Fitzell (TBA) ... André
- Castle in the Ground (2019) ... Polo Boy
- Room 104 (2017) ... Alex
- Atypical (2017 - 2021) ... Sam Gardner
- Heartthrob (2017) ... Henry Sinclair
- Dark Summer (2015) ... Daniel Austin
- The Stanford Prison Experiment (2015) ... John Lovett
- It Follows (2014) ... Paul
- Seasick Sailor (2013) ... Penna
- It's Kind of a Funny Story (2010) ... Craig
- The Listener (2009) ... Daniel/Lisa
- United States of Tara (2009–2011) ... Marshall Gregson (TV series)
- Just Peck (2009) ... Michael Peck
- The Rocker (2008) ... Moby Type Kid
- The Winner (2007) ... Josh McKellar
- Family Guy (2007) ... Kyle
- Dead Silence (2007) ... Young Henry
- Life with Derek (2007) ... Jamie
- A Lobster Tale (2006) ... Mike Stanton
- 1-800-Missing (2005) ... Danny Shepard
- Horsie's Retreat (2005) ... Louie
- Doc (2004) ... R. J. Mitchell
- Saint Ralph (2004) ... Kid Collins
- The Right Way (2004) ... Young David
- Queer as Folk (2003) ... Jim Stockwell, Jr.